# Сборная России по футболу (до 21 года)
 Молодёжная сборная России по футболу — национальная команда РФ, в составе которой могут выступать футболисты России в возрасте 21 года и младше. Собирается команда под руководством Российского футбольного союза.
Неоднократно участвовала в отборочных турнирах чемпионатов Европы среди молодёжных команд, в финальной части играла четыре раза, в 1994 и 1998 годах останавливалась на стадии четвертьфинала. С 1998 года сборная долго не могла попасть ни на одно крупное первенство, пока не отобралась на чемпионат Европы 2013 года в Израиле, где в группе А играла со сверстниками из Испании, Нидерландов и Германии и заняла в ней последнее место. В четвёртый раз сборная сыграла в финальном турнире чемпионата Европы в 2021 году, завершив выступления на групповом этапе.
Команда неоднократно участвовала в Кубке Содружества и становилась победителем этого турнира в 2012, 2013 и в 2016 годах (предыдущие годы участвовала вне конкурса), а также принимала участие в турнирах в Тулоне.

## Достижения

### Основные турниры

#### Чемпионат Европы
- 1992 — не прошла квалификацию: 3-е место в отборочной группе (в отборочных играх участвовала ещё молодёжная сборная СССР)
- 1994 — 1/4 финала (7-е место) (проигрыш Испании, занявшей 3-е место): 1-е место в отборочной группе
- 1996 — не прошла квалификацию: 3-е место в отборочной группе
- 1998 — 1/4 финала (7-е место) (проигрыш Испании, ставшей чемпионом): 1-е место в отборочной группе
- 2000 — не прошла квалификацию: 2-е место в отборочной группе, проигрыш Словакии в обеих стыковых играх
- 2002 — не прошла квалификацию: 2-е место в отборочной группе, непопадание в стыковые игры по дополнительным показателям
- 2004 — не прошла квалификацию: 2-е место в отборочной группе, непопадание в стыковые игры по дополнительным показателям
- 2006 — не прошла квалификацию: 2-е место в отборочной группе, проигрыш Дании в обеих стыковых играх
- 2007 — не прошла квалификацию: 1-е место в отборочной группе, проигрыш в стыковых играх Португалии (за счёт мяча, забитого португальцами в первом матче, проходившем в Москве)
- 2009 — не прошла квалификацию: 2-е место в отборочной группе, непопадание в стыковые игры по дополнительным показателям
- 2011 — не прошла квалификацию: 2-е место в отборочной группе, непопадание в стыковые игры по дополнительным показателям
- 2013 — 4-е место на групповом этапе (8-е место): 1-е место в отборочной группе, победа в стыковых играх над Чехией
- 2015 — не прошла квалификацию: 2-е место в отборочной группе, непопадание в стыковые игры по дополнительным показателям
- 2017 — не прошла квалификацию: 5-е место в отборочной группе
- 2019 — не прошла квалификацию: 3-е место в отборочной группе
- 2021 — 3-е место на групповом этапе (10-е место): 1-е место в отборочной группе
- 2023 — исключена: на момент исключена сборная провела 6 из 10 игр и делила 1-2 место в отборочной группе со сборной Испании.

#### Чемпионат мира
От УЕФА на молодёжном чемпионате мира (до 20 лет) по факту выступают юношеские сборные (до 19 лет), которые классифицируются на чемпионат мира по итогам прошлогоднего чемпионата Европы (то есть фактически молодёжные сборные от УЕФА не выступают на молодёжном чемпионате мира под эгидой ФИФА).

#### Олимпийские игры
В 1992 году одновременно с полным снятием ограничений для профессиональных игроков введено частичное возрастное ограничение для участия в футбольных турнирах Олимпийских игр — игроки должны быть не старше 23 лет. С 1996 года в каждой команде могут играть три футболиста любого возраста, остальные должны быть не старше 23 лет.
Также с 1992 года те чемпионаты Европы по футболу среди молодёжных команд, которые проходят в год Олимпийских игр (c 2007 года — в год, предшествующий проведению Олимпийских игр), стали для европейских команд последними этапами отборочных турниров к очередным Олимпийским играм. С 1992 года Молодёжная сборная России по футболу пока ни разу не добралась даже до этой стадии, хотя участвовала во всех отборочных турнирах. Относительно лучший результат был достигнут в 2006 году, когда молодёжная сборная Португалии опередила её только за счёт мяча, забитого в проходившем в Москве первом стыковом матче. В двух отборочных турнирах к Олимпийским играм участвовали 5 футболистов молодёжной сборной: И. Симутенков (1973 г. р.) — 1992 (в составе олимпийской сборной СССР) и 1996 гг.; И. Денисов (1984 г. р.) и А. Павленко (1985 г. р.) — 2004 и 2008 гг.; А. Салугин (1988 г. р.) — 2008 и 2012 гг.; А. Митрюшкин (1996 г. р.) — 2016 и 2020 гг.
- 1992 — не прошла квалификацию (в отборочных играх участвовала ещё молодёжная сборная СССР)
  - Играли во всех 6 матчах отборочного турнира: С. Беженар (1 гол), Ю. Никифоров и Д. Радченко (1 гол); в 5 матчах: С. Кирьяков (все — 1970 г. р.), Г. Стауче (пропустил 2 мяча) и О. Тетрадзе (оба — 1969 г. р.); в 4 матчах: Ю. Тишков (1 гол); в 3 матчах: В. Царёв, Д. Хлестов, С. Щербаков (1 гол) (все — 1971 г. р.), М. Касымов (1970 г. р.), В. Онопко (1 гол), О. Саленко, Б. Тедеев; в 2 матчах: О. Бенько, С. Заец (все — 1969 г. р.), С. Мандреко (1971 г. р.), В. Попович, И. Симутенков (оба — 1973 г. р.), С. В. Шустиков(1 гол); в 1 матче: Ю. Мороз, А. Мущинка, В. Пчельников (пропустил 2 мяча), И. Чугайнов (все — 1970 г. р.), О. Кошелюк (1969 г. р.), Е. Бушманов (1971 г. р.) и С. Мамчур (1972 г. р.). Главный тренер — Борис Игнатьев.
- 1996 — не прошла квалификацию
  - Играли в 7 (из 8) матчах отборочного турнира: Е. Харлачёв (1974 г. р., 2 гола); в 6 матчах: И. Симутенков (1 гол), А. Борзенков (оба — 1973 г. р.), В. Кечинов (1 гол) и И. Яновский; в 5 матчах: Р. Нигматуллин (пропустил 5 мячей) и А. Рычков (1 гол) (все — 1974 г. р.); в 4 матчах: В. Лебедь (7 голов), Д. Машкарин, С. Некрасов (все — 1973 г. р.) и А. Беркетов (1 гол); в 3 матчах: В. Радимов, А. Соломатин, Д. Хохлов (все — 1975 г. р.), С. Семак (1976 г. р.), А. Филимонов (пропустил 1 мяч), М. Боков и А. Осколков; в 2 матчах: А. Герасимов, Д. Клюев, И. Файзулин (все — 1973 г. р.), Ю. Петров (1974 г. р., 1 гол), Е. Варламов, О. Корнаухов, А. Липко, Р. Орещук (все — 1975 г. р.), А. Демченко (2 гола) и Е. Титов; в 1 матче: М. Деменко, А. Дёмкин (1 гол), А. Кривов, Д. Шуков (все — 1976 г. р.), В. Бесчастных (1974 г. р.), К. Лепёхин, М. Махмутов (оба — 1975 г. р.), и А. Агаев (1977 г. р.). Главный тренер — Михаил Гершкович.
- 2000 — не прошла квалификацию
  - Играли во всех 10 матчах отборочного турнира: Р. Гусев (5 голов) и А. Савельев (3 гола); в 9 матчах: А. Чичкин (пропустил 9 мячей) и М. Бузникин (1 гол); в 8 матчах: С. Бурченков и Г. Нижегородов; в 7 матчах: Д. Лактионов (2 гола), В. Бут (все — 1977 г. р.) и Д. Смирнов (1980 г. р.); в 6 матчах: А. Безродный (1979 г. р., 3 гола) и И. Аксёнов; в 5 матчах: Э. Мор (оба — 1977 г. р.) и А. Цаплин (1975 г. р., 1 гол); в 4 матчах: М. Адиев (2 гола), А. Дуров, Д. Первушин (все — 1977 г. р.), С. Осипов, И. Семшов (оба — 1978 г. р.) и Д. Булыкин (1979 г. р.); в 2 матчах: В. Булатов (1972 г. р.) и М. Поворов; в 1 матче: Д. Кириченко (оба — 1977 г. р.), Д. Варфоломеев, Д. Матьола, С. Темрюков (все — 1978 г. р.), В. Малафеев (1979 г. р., мячей не пропускал) и А. Петухов (1980 г. р.). Главный тренер — Леонид Пахомов.
- 2004 — не прошла квалификацию
  - Играли во всех 8 матчах отборочного турнира: О. Кузьмин (1981 г. р.) и А. Бобёр (1 гол); в 7 матчах: Д. Колодин, А. Рогочий (все — 1982 г. р.) и С. Гогниев (4 гола); в 6 матчах: А. Кусов (1 гол) (оба — 1981 г. р.), В. Габулов (пропустил 4 мяча) и Д. Кудряшов (оба — 1983 г. р.); в 5 матчах: Р. Павлюченко (3 гола), А. Аршавин (1 гол) и А. Белозёров; в 4 матчах: А. Горин (все — 1981 г. р.) и И. Лебеденко (1983 г. р.); в 3 матчах: С. Виноградов (1981 г. р., 1 гол), И. Денисов (1984 г. р.) и А. Ванюшин; в 2 матчах: Р. Адамов, А. Березуцкий, М. Измайлов (все — 1982 г. р.), А. Павленко (1985 г. р.), И. Акинфеев (1986 г. р., пропустил 4 мяча), Д. Евсиков и С. Смирнов; в 1 матче: А. Бугаев, О. Трифонов (1 гол), Р. Пименов (все — 1981 г. р.), А. Анюков, В. Березуцкий, Д. Бушуев, А. Кержаков, А. Тлисов (все — 1982 г. р.), Д. Сычёв (1 гол), К. Орлов и И. Саенко (все — 1983 г. р.). Главный тренер — Андрей Чернышов.
- 2008 — не прошла квалификацию
  - Играли во всех 4 матчах отборочного турнира: К. Набабкин (1 гол), И. Таранов (оба — 1986 г. р.), Р. Шишкин (1987 г. р.), Д. Хомич (пропустил 6 мячей), Р. Воробьёв, А. Ещенко, Е. Савин (3 гола), Д. Торбинский, И. Черенчиков, И. Денисов (4 гола) (все — 1984 г. р.) и А. Павленко (1985 г. р.); в 3 матчах: А. Данцев; в 2 матчах: А. Колесников (оба — 1984 г. р.), Н. Баженов (4 гола), Р. Сабитов (оба — 1985 г. р.) и А. Ребко (1986 г. р.); в 1 матче: А. Салугин (1988 г. р.). Главный тренер — Александр Бородюк.
- 2012 — не прошла квалификацию
  - Играли в 9 (из 10) матчах отборочного турнира: Г. Щенников (1991 г. р.) и С. Песьяков (пропустил 6 мячей); в 8 матчах — Е. Баляйкин (2 гола), П. Мамаев (2 гола) (все — 1988 г. р.) и С. Паршивлюк; в 7 матчах — А. Ионов (1 гол), Е. Макеев (все — 1989 г. р.) и А. Кокорин (2 гола); в 6 матчах — А. Гатагов (2 гола), П. Яковлев (1 гол) (все — 1991 г. р.) и И. Горбатенко (2 гола); в 5 матчах — Д. Рыжов (4 гола); в 4 матчах — А. Денисов, Ал-р Прудников (все — 1989 г. р.), Ф. Смолов (1 гол), А. Соснин (оба — 1990 г. р.) и А. Иванов; в 3 матчах — Г. Габулов, А. Дзюба (2 гола) (все — 1988 г. р.) и А. Власов; в 2 матчах — А. Сапета (оба — 1989 г. р.), В. Дядюн, Ант. Козлов (1 гол), А. Салугин (1 гол) (все — 1988 г. р.) и В. Рыжков; в 1 матче — Б. Абдулфаттах, Ю. Кириллов (все — 1990 г. р.), А. Валикаев, В. Васин, И. Смольников (все — 1988 г. р.), Г. Григалава, А. Малоян, А. Маренич, С. Морозов, П. Мочалин, Е. Помазан (мячей не пропускал), И. Темников, С. Шустиков (все — 1989 г. р.), А. Дзагоев (1990 г . р.) и М. Канунников (1991 г. р.). Главный тренер — Игорь Колыванов.
- 2016 — не прошла квалификацию
  - Играли во всех 10 матчах отборочного турнира: А. Никитин (2 гола) и П. Тен (оба — 1992 г. р.); в 9 матчах — И. Зуев (1994 г. р.); в 8 матчах — Ал. Миранчук (1995 г. р.), В. Обухов (3 гола) (1992 г. р.) и П. Могилевец (2 гола); в 7 матчах — К. Базелюк (5 голов) и А. Козлов (1 гол) (все — 1993 г. р.); в 6 матчах — Г. Нуров (1 гол) и Р. Емельянов (оба — 1992 г. р.); в 5 матчах — А. Панюков (1994 г. р.) и Д. Давыдов (3 гола) (1995 г . р.); в 4 матчах — Е. Бабурин (пропустил 2 мяча) (1993 г. р.), И. Ламбарский и А. Семёнов (оба — 1992 г. р.); в 3 матчах — Д. Голубев и С. Сердеров (1 гол); в 2 матчах — В. Манзон, Н. Чхапелия (все — 1994 г. р.), И. Трунин (пропустил 5 мячей), М. Митришев (1 гол), Д. Каюмов (все — 1992 г. р.), И. Соловьёв, П. Соломатин (оба — 1993 г. р.), М. Лобанцев (пропустил 1 мяч), Д. Ефремов, А. Корян (1 гол) и Э. Набиуллин; в 1 матче — В. Караваев (все — 1995 г. р.), С. Брызгалов, Н. Васильев, И. Князев, А. Коротаев (1 гол), Э. Махмудов (все — 1992 г. р.), А. Шарипов (1993 г. р.), А. Леонов (мячей не пропускал), Р. Болов (оба — 1994 г. р.), А. Митрюшкин (пропустил 4 мяча) и Д. Ходжаниязов (1 гол) (оба — 1996 г. р.). Главный тренер — Николай Писарев.
- 2020 — не прошла квалификацию
  - Играли во всех 10 матчах отборочного турнира: Г. Мелкадзе (7 голов) (1997 г. р.), И. Жигулёв и Н. Чернов (1 гол); в 9 матчах — З. Бакаев (3 гола) (все — 1996 г. р.) и Н. Рассказов; в 8 матчах — И. Обляков (2 гола) (оба — 1998 г. р.) и А. Зуев (2 гола); в 7 матчах — О. Ланин и А. Гулиев (1 гол) (все — 1996 г. р.); в 6 матчах — Ф. Чалов (4 гола) (1998 г. р.); в 5 матчах — П. Шакуро и Д. Фомин (оба — 1997 г. р.); в 4 матчах — М. Лысов (1998 г. р.), А. Лихачёв и А. Митрюшкин (пропустил 3 мяча); в 3 матчах — А. Довбня, Р. Жемалетдинов (2 гола), И. Коновалов (все — 1996 г. р.) и И. Ахметов (1 гол); в 2 матчах — Ш. Шанбиев (оба — 1997 г. р.), А. Максименко (1998 г. р.) (пропустил 4 мяча), Д. Баринов, А. Макаров, И. Обухов (пропустил 3 мяча) и В. Пантелеев; в 1 матче — И. Лещук (пропустил 1 мяч) (все — 1996 г. р.), Т. Жамалетдинов, А. Соболев (оба — 1997 г. р.), К. Кучаев, А. Мелихов (пропустил 2 мяча) и Р. Тугарев (1 гол) (все — 1998 г. р.) и И. Игнатьев (1999 г. р.). Главный тренер — Евгений Бушманов.
- 2024 — исключена на стадии квалификации

### Прочие турниры

#### Кубок Содружества
- 1994 — 1-е место в группе (участвовала вне конкурса)
- 1995 — 2-е место в группе (участвовала вне конкурса)
- 1996 — 4-е место в группе (участвовала вне конкурса)
- 1998 — 2-е место в группе (участвовала вне конкурса)
- 1999 — 2-е место в группе Первой лиги (участвовала вне конкурса)
- 2000 — 4-е место в группе Первой лиги (участвовала вне конкурса)
- 2001 — 1-е место в группе Первой лиги (участвовала вне конкурса)
- 2009 — 3-е место в группе (участвовала вне конкурса)
- 2011 — 1-е место в группе (участвовала вне конкурса)
- 2012 — Чемпион
- 2013 — Чемпион
- 2014 — 2-е место
- 2015 — 1/4 финала
- 2016 — Чемпион

#### Турнир в Тулоне
- 1994 — 3-е место в группе (5-6-е место)
- 1996 — 4-е место в группе (7-8-е место)
- 2010 — 4-е место в группе (7-е место)

## Тренерский штаб
| Должность               | Тренер              |
| ----------------------- | ------------------- |
| Главный тренер          | Иван Шабаров        |
| Тренер                  | Олег Левин          |
| Тренер вратарей         | Владимир Пчельников |
| Тренер по физподготовке | Кирилл Жинкин       |

## Тренеры сборной
| Год        | Тренер             |
| ---------- | ------------------ |
| 1992—1993  | Борис Игнатьев     |
| 1994—1998  | Михаил Гершкович   |
| 1998—1999  | Леонид Пахомов     |
| 2000—2001  | Валерий Гладилин   |
| 2001—2002  | Валерий Газзаев    |
| 2002—2005  | Андрей Чернышов    |
| 2006       | Александр Бородюк  |
| 2007—2008  | Борис Стукалов     |
| 2008—2010  | Игорь Колыванов    |
| 2010—2015  | Николай Писарев    |
| 2015       | Дмитрий Хомуха     |
| 2016       | Николай Писарев    |
| 2017—2018  | Евгений Бушманов   |
| 2018—2023  | Михаил Галактионов |
| 2023—н. в. | Иван Шабаров       |

## Текущий состав
Игры и голы приведены по состоянию на 8 августа 2024 года
|  | Вр  | Александр Дёгтев   | 27 апреля 2004 (21 год)   | 1 | 0  | Сочи                      |  |  |
|  | Вр  | Богдан Москвичёв   | 30 апреля 2004 (21 год)   | 2 | −1 | Чайка (Песчанокопское)    |  |  |
|  | Вр  | Даниил Худяков     | 9 января 2004 (21 год)    | 3 | −5 | Штурм                     |  |  |
|  |     |                    |                           |   |    |                           |  |  |
|  | Защ | Матвей Бардачёв    | 24 марта 2006 (19 лет)    | 1 | 0  | Зенит (Санкт-Петербург)   |  |  |
|  | Защ | Никита Бозов       | 28 января 2005 (20 лет)   | 2 | 0  | Балтика                   |  |  |
|  | Защ | Илья Кирш          | 21 сентября 2004 (20 лет) | 2 | 0  | Ростов                    |  |  |
|  | Защ | Юрий Коледин       | 10 декабря 2004 (20 лет)  | 2 | 0  | Спартак-2 (Москва)        |  |  |
|  | Защ | Матвей Лукин       | 27 апреля 2004 (21 год)   | 3 | 0  | ЦСКА (Москва)             |  |  |
|  | Защ | Станислав Пузанов  | 4 июня 2004 (21 год)      | 0 | 0  | Краснодар                 |  |  |
|  | Защ | Илья Рожков        | 29 марта 2005 (20 лет)    | 3 | 0  | Рубин                     |  |  |
|  | Защ | Михаил Рядно       | 19 сентября 2005 (19 лет) | 4 | 0  | ЦСКА (Москва)             |  |  |
|  |     |                    |                           |   |    |                           |  |  |
|  | ПЗ  | Дмитрий Васильев   | 16 июня 2004 (21 год)     | 2 | 0  | Зенит (Санкт-Петербург)   |  |  |
|  | ПЗ  | Кирилл Глебов      | 10 ноября 2005 (19 лет)   | 3 | 1  | ЦСКА (Москва)             |  |  |
|  | ПЗ  | Игорь Дмитриев     | 24 июля 2004 (20 лет)     | 3 | 0  | Спартак (Москва)          |  |  |
|  | ПЗ  | Даниил Зорин       | 22 февраля 2004 (21 год)  | 3 | 0  | Спартак (Москва)          |  |  |
|  | ПЗ  | Илья Ишков         | 25 мая 2005 (20 лет)      | 4 | 2  | Урал                      |  |  |
|  | ПЗ  | Дмитрий Кучугура   | 21 октября 2004 (20 лет)  | 2 | 2  | Краснодар                 |  |  |
|  | ПЗ  | Илья Родионов      | 1 февраля 2004 (21 год)   | 2 | 0  | Черноморец (Новороссийск) |  |  |
|  | ПЗ  | Никита Салтыков    | 11 августа 2004 (20 лет)  | 1 | 0  | Локомотив (Москва)        |  |  |
|  | ПЗ  | Егор Смелов        | 11 марта 2005 (20 лет)    | 1 | 0  | Динамо (Москва)           |  |  |
|  | ПЗ  | Руслан Чобанов     | 30 марта 2004 (21 год)    | 2 | 0  | Краснодар                 |  |  |
|  |     |                    |                           |   |    |                           |  |  |
|  | Нап | Артём Быковский    | 15 июня 2004 (21 год)     | 1 | 0  | Спартак (Москва)          |  |  |
|  | Нап | Александр Кокшаров | 20 декабря 2004 (20 лет)  | 2 | 4  | Краснодар                 |  |  |
|  | Нап | Александр Чупаёв   | 28 августа 2004 (20 лет)  | 2 | 1  | Торпедо (Москва)          |  |  |